# Pallacanestro ai III Giochi olimpici giovanili estivi
Le gare di pallacanestro ai III Giochi olimpici giovanili estivi si sono svolte dal 7 al 17 ottobre 2018 al Parque Mujeres Argentinas di Buenos Aires. Come nelle precedenti edizioni, i tornei si sono tenuti nel formato 3 contro 3, insieme alle gare di abilità.

## Podi

### Gare maschili
| Evento                     | Oro                                                                                   | Argento                                                                | Bronzo                                                            |
| Torneo 3x3                 |                                                                                       |                                                                        |                                                                   |
| Torneo maschile (dettagli) | Argentina Juan Hierrezuelo Serer Fausto Ruesga Juan De La Fuente Marco Giordano Gnass | Belgio Sasha Deheneffe Ferre Vanderhoydonck Sam Hofman Moussa Noterman | Slovenia Jan Razdevsek Dan Osrecki Erik Groznik Adrian Hirschmann |
| Gara di abilità            |                                                                                       |                                                                        |                                                                   |
| Schiacciate (dettagli)     | Fausto Ruesga                                                                         | Nikita Remizov                                                         | Niccolò Filoni                                                    |

### Gare femminili
| Evento                      | Oro                                                                        | Argento                                                         | Bronzo                                                                  |
| Torneo 3x3                  |                                                                            |                                                                 |                                                                         |
| Torneo femminile (dettagli) | Stati Uniti Paige Bueckers Halley Van Lith Samantha Brunelle Aliyah Boston | Francia Diaba Konate Mathilde Peyregne Eve Mahoutou Olivia Yale | Australia Alexandra Fowler Ruby Porter Sara-Rose Smith Suzi-Rose Deegan |
| Gara di abilità             |                                                                            |                                                                 |                                                                         |
| Tiri liberi (dettagli)      | Mathilde Peyregne                                                          | Katerina Galickova                                              | Sofia Acevedo                                                           |

- Wikimedia Commons contiene immagini o altri file su Pallacanestro ai III Giochi olimpici giovanili estivi